# Tielmes
Tielmes er en by og kommune i det centrale Spanien i Madrid-regionen. Den har et indbyggertal på 2.810 (2024) indbyggere.